# Детская литература (издательство)
Детская литература (с 1963 по н.в., «Детгиз» (1933-36, 1941-63), «Детиздат» (1936-41)) — издательство, специализирующееся на издании детской литературы, расположенное в Москве.

## История

### Советский период
Создано в соответствии с постановлением ЦК ВКП(б) от 9 сентября 1933 года на базе детского сектора издательства «Молодая гвардия» и школьного сектора Государственного издательства художественной литературы. Оно стало первым специализированным государственным издательством книг для детей Советского Союза после закрытия к 1930 году всех частных издательств. Книжная марка издательства «Детгиз» стала самой узнаваемой в первой половине XX века. 
Отделения издательства были организованы в Москве, Ленинграде и Новосибирске (Сибирское отделение). Инициатором создания издательства был нарком просвещения РСФСР А. С. Бубнов.
Активное участие в организации и работе издательства приняли Максим Горький, Самуил Маршак, Корней Чуковский,  Аркадий Гайдар. Сотрудниками издательства были редакторы Тамара Габбе, Зоя Задунайская, Лидия Чуковская и Александра Любарская.
Первым главным редактором издательства стал Самуил Маршак, собравший таких авторов как М. Ильин, Борис Житков, Виктор Шкловский, Соломон Лурье, Л. Пантелеев, Даниил Хармс, Александр Введенский, Алексей Толстой, Евгений Шварц, Матвей Бронштейн, Лидия Чуковская, Николай Чуковский, Раиса Васильева и др. Многие из них были привлечены Маршаком из закрытого после 1927 года издательства «Радуга», в работе которого он принимал участие вместе с К. И. Чуковским.
В 1933 году, в первый год работы «Детгиза», вышло 168 названий книг общим тиражом 7744 тыс. экземпляров.
В 1937 году Ленинградское отделение Детиздата было ликвидировано, его сотрудники уволены, а некоторые репрессированы: Тамара Габбе, Александра Любарская, Николай Спиридонов, Кирилл Шавров, Сергей Безбородов, Константин Боголюбов. 
Это издательство называли «университетом» для иллюстраторов детской книги. Через уроки художника Владимира Лебедева прошли многие ленинградские художники, впоследствии ставших мэтрами книжной графики: Юрий Васнецов, Николай Михайлович Кочергин, Алексей Пахомов, Николай Тырса, Владимир Конашевич, Евгений Чарушин, Нина Носкович, Валентин Курдов, Мария Бутрова и другие.
Издательство неоднократно меняло наименование: «Детиздат» (с 1936), «Детгиз» (с 1941), «Детская литература» (с 1963). С 1936 года находилось в ведении ЦК ВЛКСМ, 24 сентября 1941 года передано в ведение Наркомпроса РСФСР.
Директор Детгиза Константин Федотович Пискунов с 1948 по 1974 г.
В 1980-х годах издательство «Детская литература» было республиканским издательством непосредственного подчинения Госкомиздату РСФСР. В 1979—1990 годах показатели издательской деятельности издательства были следующие:
| Статистика по объёмам производства. 1979–1990 годы | Статистика по объёмам производства. 1979–1990 годы | Статистика по объёмам производства. 1979–1990 годы | Статистика по объёмам производства. 1979–1990 годы | Статистика по объёмам производства. 1979–1990 годы | Статистика по объёмам производства. 1979–1990 годы | Статистика по объёмам производства. 1979–1990 годы | Статистика по объёмам производства. 1979–1990 годы | Статистика по объёмам производства. 1979–1990 годы |
|                                                    | 1979                                               | 1980                                               | 1981                                               | 1985                                               | 1987                                               | 1988                                               | 1989                                               | 1990                                               |
| -------------------------------------------------- | -------------------------------------------------- | -------------------------------------------------- | -------------------------------------------------- | -------------------------------------------------- | -------------------------------------------------- | -------------------------------------------------- | -------------------------------------------------- | -------------------------------------------------- |
| Кол-во книг и брошюр, печатных единиц              | 537                                                | 556                                                | 557                                                | 557                                                | 563                                                | 549                                                | 566                                                | 316                                                |
| Тираж, млн экз.                                    | 216,764                                            | 224,304                                            | 222,0135                                           | 245,5381                                           | 248,582                                            | 269,907                                            | 265,322                                            | 119,948                                            |
| Печатных листов-оттисков, млн                      | 1036,6584                                          | 1037,0174                                          | 1067,8486                                          | 1112,2229                                          | 1131,9968                                          | 1154,6234                                          | 1163,2757                                          | 608,2764                                           |

Среди постоянных авторов издательства «Детская литература» были Сергей Михалков, Ирина Токмакова, Вера Чаплина, Яков Аким, Роальд Сеф, Валентин Распутин, Василий Белов, Борис Васильев, Григорий Бакланов, Александр Солженицын, Владимир Крупин, Юрий Поляков, Владимир Железников, Владислав Крапивин; литературоведы, критики, учёные: Николай Скатов, Лев Аннинский, Феликс Кузнецов, Святослав Бэлза, Людмила Сараскина, Юрий Лебедев, Аза Тахо-Годи, Виктор Чалмаев, Александр Гулин и др.; ведущие художники-графики: Борис Диодоров, Герман Мазурин, Юрий Иванов, Игорь Ильинский, Анастасия Архипова, Ника Гольц, Степан Яровой, Марк Петров, Виктор Чижиков, Леонид Кузнецов и др.

### Постсоветский период
В 1991 году издательство разделилось; за московским отделением осталось название «Детская литература», а на базе ленинградского отделения было создано Государственное республиканское издательство детской и юношеской литературы «Лицей», которое с 2002 года принял название «Детгиз» (с 2007 — ОАО «Издательство детской литературы „Детгиз“»). В настоящее время издательство в год выпускает по 130 наименований книг тиражами от 3 до 10 тыс. экз.

## Книжные серии
- «Для маленьких»
- «Мои первые книжки»
- «Читаем сами»
- «Книга за книгой»
- «Библиотека мировой литературы для детей»
- «Школьная библиотека»
- «Библиотека приключений и научной фантастики»
- «Знай и умей»
- «Библиотека пионера»
- «Библиотека приключений»
- «Люди. Время. Идеи»
- «Золотая библиотека»
- «Военная библиотека школьника». С 1972 по 1989 было выпущено 35 книг из этой серии. Стандартный тираж 100 тысяч экземпляров.

## Награды
- 1937 год — дипломом «Гран-при» на выставке в Париже;
- 1958 год — золотая медаль Брюссельской выставки,
- 1979 год — дипломом «Золотая литера красивейшей книги» на выставке искусства книги в Лейпциге,
- 1982 год — награды на международной книжной выставке в Братиславе.
- 1996 год — Диплом I степени на Российской международной книжной ярмарке.
- 1999 год — Диплом II степени по номинации «Лучший издательский замысел и его воплощение» Международного конкурса «Классика русской литературы в современных изданиях для детей» (серия «Школьная библиотека»);
- 2006 год — Диплом за лучшее издание, способствующее духовному воспитанию детей и юношества конкурса Ассоциации книгоиздателей (АСКИ) «Лучшие книги года» за серию «Школьная библиотека».
- 2007 год — книга Т. Крюковой «Невыученные уроки», выпущенная в издательстве, стала победителем Всероссийского конкурса на лучшую детскую и юношескую книгу «Алые паруса».